# Erimystax insignis
Erimystax insignis är en fiskart som först beskrevs av Hubbs och Crowe, 1956.  Erimystax insignis ingår i släktet Erimystax och familjen karpfiskar. Inga underarter finns listade i Catalogue of Life.